# Aitor Garmendia Arbilla
Aitor Garmendia Arbilla (Itsasondo, 3 de març de 1968) és un ciclista basc, ja retirat, que fou professional entre el 1990 i el 2003. Era un bon contrarellotge individual, tot i que també es defensava en la mitjana muntanya.
Va destacar en curses d'una setmana, aconseguint la general de la Volta a Aragó, Volta a l'Alentejo o Volta a Castella i Lleó, així com algun triomf d'etapa a la Volta a Catalunya i Volta a Alemanya.

## Palmarès
- 1990
  - 1r al Gran Premi de Llodio
- 1994
  - 1r al Gran Premi A Capital
  - Vencedor d'una etapa de la Volta a Catalunya
- 1995
  - Vencedor d'una etapa del Trofeu Castella i Lleó
- 1996
  - 1r a la Clàssica d'Ordizia
  - Vencedor d'una etapa de la Volta a Aragó
- 1997
  - 1r a la Volta a Aragó i vencedor d'una etapa
  - 1r a la Volta a l'Alentejo i vencedor d'una etapa
  - 1r a la Volta a Galícia i vencedor d'una etapa
  - Vencedor d'una etapa del Critèrium Internacional
- 1998
  - 1r a la Volta a Aragó i vencedor d'una etapa
  - 1r a la Volta a Castella i Lleó i vencedor d'una etapa
- 2000
  - Vencedor d'una etapa de l'Euskal Bizikleta
- 2002
  - Vencedor d'una etapa de la Volta a Catalunya
  - Vencedor d'una etapa de la Volta a Alemanya

### Resultats al Tour de França
- 1992. 108è de la classificació general
- 1993. No surt (6a etapa)
- 1995. 95è de la classificació general
- 1996. 35è de la classificació general
- 1997. 63è de la classificació general
- 2003. 70è de la classificació general

### Resultats a la Volta a Espanya
- 1992. 46è de la classificació general
- 1993. Abandona (17a etapa)
- 1994. 72è de la classificació general
- 1997. 121è de la classificació general
- 1998. Abandona (11a etapa)
- 2001. Abandona (13a etapa)
- 2002. 85è de la classificació general
- 2003. 122è de la classificació general

### Resultats al Giro d'Itàlia
- 1991. 89è de la classificació general